# 쿠바악어
쿠바악어(Cuban crocodile)는 쿠바 고유종인 중소형 악어의 일종이다. 전형적인 길이는 2.1~2.3m이고 전형적인 무게는 70~80kg이다. 큰 수컷은 길이가 3.5m까지 이를 수 있고 무게가 215kg 이상 나간다. 작은 크기에도 불구하고, 매우 공격적인 동물 (모든 악어 중에서 가장 영역이 넓은 동물 중 하나)이며 인간에게 잠재적으로 위험하다.
쿠바악어는 독특한 신체적, 행동적 특성 때문에 생물학자들에게 흥미로운 동물이다. 길고 강한 다리를 가진 이 악어는 현존하는 악어 중 가장 육상적이다. 선호하는 서식지는 맹그로브 늪, 해안 석호, 하구, 습지, 범람원, 강 삼각주와 같은 민물과 기수 환경이다. 그곳에서 성체는 물고기, 거북이, 작은 포유류를 먹고 살고, 어린 악어는 무척추동물과 더 작은 물고기를 먹는다. 짝짓기는 5월과 7월 사이에 일어난다. 포획된 동물들은 협동적인 사냥 행동을 보이고, 지능을 암시하는 속임수를 배울 수 있다.
쿠바악어는 국제 자연 보전 연맹에 의해 "심각한 멸종 위기에 처해 있다"로 등재되었다. 일단 카리브해 전역에 퍼지면서 인간의 사냥으로 인해 사파타 늪지대와 후벤투드섬 만을 포함하여 그 범위가 좁아졌다. 종의 회복을 돕기 위해 사육 프로젝트가 시행되고 있다. 종의 화석 기록은 한때 바하마, 히스파니올라섬 (도미니카 공화국), 그리고 케이맨 제도에서 화석이 발견되면서 더 큰 범위를 가졌다는 것을 보여준다.

## 특성

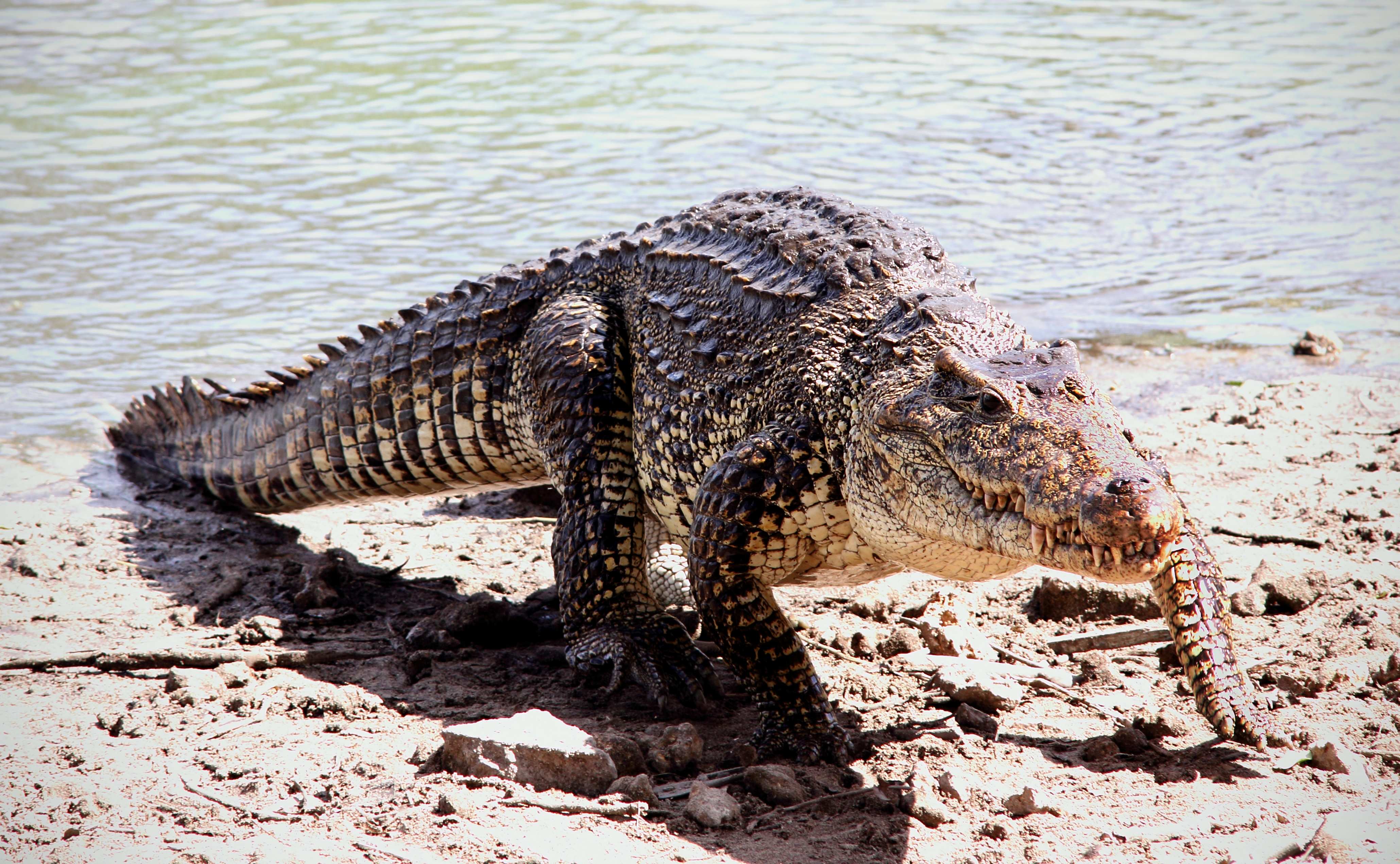
쿠바악어

쿠바악어는 더 밝은 어른 색깔, 더 거칠고 더 조약돌 같은 비늘, 그리고 길고 강한 다리와 같은 다른 악어들과 구별되는 수많은 특징들을 가지고 있다. 이것은 작고 중간 크기의 악어이다. 보통의 성체들은 길이가 2.1에서 2.73m이고 몸무게가 70에서 120kg인 것으로 밝혀졌다. 큰 수컷들은 길이가 3.5m까지 이르고 몸무게가 215kg 이상 나갈 수 있다. 1.87~2.46m이고 몸무게가 30~65kg인 세 마리의 개체가 1,392~3,127N의 무는 힘을 가지고 있었다.

## 분포 및 서식지
오늘날, 쿠바악어는 쿠바의 사파타 늪지대와 심각한 멸종 위기에 처한 후벤투드섬에서만 발견될 수 있다. 이전에는 카리브해의 다른 지역에도 분포했고, 이 종의 화석은 케이맨 제도, 바하마, 히스파니올라섬 (도미니카 공화국)에서 발견되었다.
쿠바악어는 늪, 소택지, 강과 같은 민물 서식지를 선호하는 것으로 보이며, 바닷물에서 수영하는 경우는 거의 없다.

## 행동생태학
이 종은 다른 악어에게서 관찰되지 않은 독특한 행동을 보이는 것으로 관찰되었다. 이 종의 군집은 무리를 짓는 행동으로 강력하게 의심되는 것을 보여주었는데, 이는 거대한 카리브해 나무늘보와 거대한 서인도 거북이와 같은 이 종과 공존했던 선사시대 거대 동물의 포식을 설명할 수 있다. 이 행동은 보통 단독으로 유지되는 종에 대한 많은 관심을 촉발했다(특히 이러한 보고 후에 그러하다). 이 종은 또한 악어 중 가장 육상에 있으며 뒷발의 자릿수 사이에 띠가 줄어들고 앞발에는 띠가 없다. 쿠바악어는 악어에게 특이한 매우 지능적인 행동을 보인다.

### 사냥 및 먹이
어린 쿠바악어들은 작은 물고기, 절지동물, 그리고 갑각류 동물들로 이루어져 있다. 이 종의 어른들은 주로 작은 포유류, 물고기, 그리고 거북이를 먹고 산다. 그들은 무딘 뒷니를 가지고 있어 거북이 먹이의 껍질을 으깨는 데 도움이 된다. 쿠바악어들은 또한 미시시피악어와 같은 다른 악어들에게서 볼 수 있는 점프 먹이 주는 기술을 보여준다. 그들의 강력한 꼬리로 찔러서, 그들은 물에서 뛰어내릴 수 있고, 튀어나온 가지들로부터 작은 동물들을 잡아들일 수 있다. 쿠바악어는 특별히 큰 종은 아니지만, 종종 가장 공격적인 신세계 악어로 간주되고, 두 종이 공존하는 지역에서 더 큰 아메리카악어보다 행동적으로 우세한다. 인간에 대한 공격에 관한 데이터는 제한적이지만, 그 종의 매우 작은 분포 지역과 인간 개체군으로부터의 분리를 고려할 때, 발생은 드물 것 같다. 공격성이 보고되었음에도 불구하고, 1995년에 사파타 늪지대에서 창낚시를 하다가 공격을 받고 죽은 한 노인에 의해 알려진 단 한 명의 치명적인 인간 공격이 있다.

## 번식
쿠바악어의 짝짓기 시기는 5월과 7월 사이이다. 이것은 강우량과 기온과 같은 환경 변화와 관련이 있는 것으로 생각된다. 야생에서 악어는 젖은 습지에 둥지를 틀고, 그곳에서 참호를 만들고 알을 유기물로 덮을 것이다. 감금되어 있는 동안, 악어는 언덕을 만든다. 둥지를 튼 기간 동안, 쿠바악어는 30~40개의 알을 낳을 것이고, 예상되는 부화 기간은 58~70일이다. 부화는 8월 말에서 9월 초까지 일어날 수 있다. 인간, 너구리, 그리고 다른 동물들의 포식 때문에, 많은 알들이 부화하지 않을 것이다. 태어날 때, 부화한 아기들의 길이는 약 2~3인치이고, 몸무게는 1/4 파운드이다. 다른 악어들과 마찬가지로, 쿠바악어 자손의 성은 둥지의 온도에 의해 결정된다. 보존을 위해, 이 알들은 수컷을 낳기 위해 섭씨 32도의 일정한 환경을 제공하는 인큐베이터에 보관된다. 쿠바악어는 공격적인 종이고 식인 행위를 한 것으로 알려져 있다. 이것은 대부분의 자손이 어린 단계까지 살아남지 못하는 중요한 원인이다. 2012년, 워싱턴 D.C.에 있는 국립동물원에서 두 마리의 쿠바악어 부화 동물이 태어났다. 이것은 이 동물원에서 쿠바악어가 성공적으로 번식한 것은 25년 만에 처음이었다.

## 보존
쿠바악어는 CITES 부록 1에 등재된 심각한 멸종 위기에 처한 종이다. 서식지와 서식지가 제한되어 있어 매우 취약하다. 인간은 이 종을 거의 멸종 직전까지 사냥했다. 나머지 야생 개체군에 대해서는 많은 연구가 진행되어야 한다. 이 종은 유럽, 미국, 그리고 번식 프로젝트가 진행 중인 인도의 최소 한 동물원에서 사육되고 있다.
아메리카악어와의 교배는 쿠바악어에게도 심각한 위협이 되고 있다. 이 종의 고유한 유전적 및 행동적 특성의 상실은 점점 더 심각해지고 있다. 유전자 분석에 따르면 야생 쿠바악어 (49.1%)와 포획된 쿠바악어 (16.1%) 중 높은 비율이 아메리카악어가 더 풍부한 잡종인 것으로 나타났다.
스웨덴의 스칸센 수족관에는 두 마리의 유명한 쿠바악어가 살고 있다. 카스트로와 힐러리라는 이름의 이 악어들은 1978년 러시아의 우주비행사 블라디미르 샤탈로프에게 기증되기 전까지 쿠바 지도자 피델 카스트로가 소유하고 있었다. 샤탈로프가 더 이상 악어를 돌볼 수 없게 되자 이 악어들은 모스크바 동물원에 기증되었고, 1981년에는 스칸센 수족관에 기증되었다. 이 악어 부부는 1984년부터 수많은 악어를 낳았다. 악어 중 한 마리는 2019년 가재 파티 중 울타리 너머로 팔을 잡은 한 인간을 공격하는 사건에 연루되었다. 이 남성은 살아남았지만 팔은 중상을 입어 절단해야 했다.
세계에서 가장 큰 쿠바악어 사육 농장은 사파타 늪악어 사육 농장이다. 이 농장을 관리하는 두 명의 생물학자가 조사한 결과, 이 농장에서 사육된 생후 4개월 된 악어 145마리가 2022년에 야생 고양이에 의해 사살된 것으로 나타났다.